# Volta à Turquia de 2017
A 53.º edição da Volta à Turquia teve lugar de 10 de outubro a 15 de outubro de 2017. Esta carreira, que para as sete últimas edições estava classificada em 2.hc e fazia parte de UCI Europe Tour, é inscrita pela primeira vez no programa do UCI World Tour.

## Equipas
| Equipes WorldTeam (4)- Astana - Bora-Hansgrohe - Trek-Segafredo - UAE Team Emirates Equipes profissionais Continentais (8)- Androni Giocattoli - Bardiani CSF - Caja Rural-Seguros RGA - CCC Sprandi Polkowice - Gazprom-RusVelo - Soul Brasil - WB-Veranclassic-Aqua Protect - Wilier Triestina-Selle Italia Equipe nacional- Turquia |
| |

## Etapas
| Etapa | Data    | Percurso            | type            | Distância (km) | Vencedor      | Líder geral  |
| ----- | ------- | ------------------- | --------------- | -------------- | ------------- | ------------ |
| 1     | 10 out. | Alanya – Kemer      | etapa plana     | 176,7          | Sam Bennett   | Sam Bennett  |
| 2     | 11 out. | Kumluca – Fethiye   | etapa escarpada | 206            | Sam Bennett   | Sam Bennett  |
| 3     | 12 out. | Fethiye – Marmaris  | etapa escarpada | 128,6          | Sam Bennett   | Sam Bennett  |
| 4     | 13 out. | Marmaris – Selçuk   | alta montanha   | 205,3          | Diego Ulissi  | Diego Ulissi |
| 5     | 14 out. | Selçuk – Esmirna    | média montanha  | 166            | Sam Bennett   | Diego Ulissi |
| 6     | 15 out. | Istambul – Istambul | etapa plana     | 143,7          | Edward Theuns | Diego Ulissi |

## Desenvolvimento da carreira

### 1.ª etapa
| \| Classificação por etapas \| Classificação por etapas \| Classificação por etapas \| Classificação por etapas \| Classificação por etapas \| \| Ciclista \| Ciclista \| Equipe \| Tempo \| \| \| ------------------------ \| ------------------------ \| ----------------------------- \| ------------------------ \| ------------------------ \| \| 1. \| Sam Bennett \| Bora-Hansgrohe \| 3h57m26s \| \| \| 2. \| Marco Benfatto \| Androni-Sidermec-Bottecchia \| + 0s \| \| \| 3. \| Edward Theuns \| Trek-Segafredo \| + 0s \| \| \| 4. \| Federico Zurlo \| UAE Team Emirates \| + 0s \| \| \| 5. \| Matteo Pelucchi \| Bora-Hansgrohe \| + 0s \| \| \| 6. \| Riccardo Minali \| Astana \| + 0s \| \| \| 7. \| Simone Consonni \| UAE Team Emirates \| + 0s \| \| \| 8. \| Jonas Koch \| CCC Sprandi Polkowice \| + 0s \| \| \| 9. \| Eduard Prades \| Caja Rural-Seguros RGA \| + 0s \| \| \| 10. \| Manuel Belletti \| Wilier Triestina-Selle Italia \| + 0s \| \| |                 |                               |          |
| |                 |                               |          |
| Fonte: ProCyclingStats |                 |                               |          |
| Classificação por etapas |                 |                               |          |
| Ciclista | Ciclista        | Equipe                        | Tempo    |
| 1. | Sam Bennett     | Bora-Hansgrohe                | 3h57m26s |
| 2. | Marco Benfatto  | Androni-Sidermec-Bottecchia   | + 0s     |
| 3. | Edward Theuns   | Trek-Segafredo                | + 0s     |
| 4. | Federico Zurlo  | UAE Team Emirates             | + 0s     |
| 5. | Matteo Pelucchi | Bora-Hansgrohe                | + 0s     |
| 6. | Riccardo Minali | Astana                        | + 0s     |
| 7. | Simone Consonni | UAE Team Emirates             | + 0s     |
| 8. | Jonas Koch      | CCC Sprandi Polkowice         | + 0s     |
| 9. | Eduard Prades   | Caja Rural-Seguros RGA        | + 0s     |
| 10. | Manuel Belletti | Wilier Triestina-Selle Italia | + 0s     |

| \| Classificação geral \| Classificação geral \| Classificação geral \| Classificação geral \| Classificação geral \| \| Ciclista \| Ciclista \| Equipe \| Tempo \| \| \| ------------------- \| ------------------- \| ----------------------------- \| ------------------- \| ------------------- \| \| 1. \| Sam Bennett \| Bora-Hansgrohe \| 3h57m16s \| \| \| 2. \| Marco Benfatto \| Androni-Sidermec-Bottecchia \| + 4s \| \| \| 3. \| Edward Theuns \| Trek-Segafredo \| + 6s \| \| \| 4. \| Vincenzo Albanese \| Bardiani CSF \| + 7s \| \| \| 5. \| Francesco Gavazzi \| Androni-Sidermec-Bottecchia \| + 7s \| \| \| 6. \| Diego Ulissi \| UAE Team Emirates \| + 8s \| \| \| 7. \| Flávio Cardoso \| Soul Brasil \| + 8s \| \| \| 8. \| Alex Turrin \| Wilier Triestina-Selle Italia \| + 9s \| \| \| 9. \| Muhammet Atalay \| Turquia \| + 9s \| \| \| 10. \| Federico Zurlo \| UAE Team Emirates \| + 10s \| \| |                   |                               |          |
| |                   |                               |          |
| Fonte: ProCyclingStats |                   |                               |          |
| Classificação geral |                   |                               |          |
| Ciclista | Ciclista          | Equipe                        | Tempo    |
| 1. | Sam Bennett       | Bora-Hansgrohe                | 3h57m16s |
| 2. | Marco Benfatto    | Androni-Sidermec-Bottecchia   | + 4s     |
| 3. | Edward Theuns     | Trek-Segafredo                | + 6s     |
| 4. | Vincenzo Albanese | Bardiani CSF                  | + 7s     |
| 5. | Francesco Gavazzi | Androni-Sidermec-Bottecchia   | + 7s     |
| 6. | Diego Ulissi      | UAE Team Emirates             | + 8s     |
| 7. | Flávio Cardoso    | Soul Brasil                   | + 8s     |
| 8. | Alex Turrin       | Wilier Triestina-Selle Italia | + 9s     |
| 9. | Muhammet Atalay   | Turquia                       | + 9s     |
| 10. | Federico Zurlo    | UAE Team Emirates             | + 10s    |

### 2. ª etapa
| \| Classificação por etapas \| Classificação por etapas \| Classificação por etapas \| Classificação por etapas \| Classificação por etapas \| \| Ciclista \| Ciclista \| Equipe \| Tempo \| \| \| ------------------------ \| ------------------------ \| ----------------------------- \| ------------------------ \| ------------------------ \| \| 1. \| Sam Bennett \| Bora-Hansgrohe \| 6h02m06s \| \| \| 2. \| Edward Theuns \| Trek-Segafredo \| + 0s \| \| \| 3. \| Riccardo Minali \| Astana \| + 0s \| \| \| 4. \| Marco Benfatto \| Androni-Sidermec-Bottecchia \| + 0s \| \| \| 5. \| Simone Consonni \| UAE Team Emirates \| + 0s \| \| \| 6. \| Manuel Belletti \| Wilier Triestina-Selle Italia \| + 0s \| \| \| 7. \| Davide Ballerini \| Androni-Sidermec-Bottecchia \| + 0s \| \| \| 8. \| Ahmet Örken \| Turquia \| + 0s \| \| \| 9. \| Paolo Simion \| Bardiani CSF \| + 0s \| \| \| 10. \| František Sisr \| CCC Sprandi Polkowice \| + 2s \| \| |                  |                               |          |
| |                  |                               |          |
| Fonte: ProCyclingStats |                  |                               |          |
| Classificação por etapas |                  |                               |          |
| Ciclista | Ciclista         | Equipe                        | Tempo    |
| 1. | Sam Bennett      | Bora-Hansgrohe                | 6h02m06s |
| 2. | Edward Theuns    | Trek-Segafredo                | + 0s     |
| 3. | Riccardo Minali  | Astana                        | + 0s     |
| 4. | Marco Benfatto   | Androni-Sidermec-Bottecchia   | + 0s     |
| 5. | Simone Consonni  | UAE Team Emirates             | + 0s     |
| 6. | Manuel Belletti  | Wilier Triestina-Selle Italia | + 0s     |
| 7. | Davide Ballerini | Androni-Sidermec-Bottecchia   | + 0s     |
| 8. | Ahmet Örken      | Turquia                       | + 0s     |
| 9. | Paolo Simion     | Bardiani CSF                  | + 0s     |
| 10. | František Sisr   | CCC Sprandi Polkowice         | + 2s     |

| \| Classificação geral \| Classificação geral \| Classificação geral \| Classificação geral \| Classificação geral \| \| Ciclista \| Ciclista \| Equipe \| Tempo \| \| \| ------------------- \| ------------------- \| ----------------------------- \| ------------------- \| ------------------- \| \| 1. \| Sam Bennett \| Bora-Hansgrohe \| 9h59m12s \| \| \| 2. \| Edward Theuns \| Trek-Segafredo \| + 10s \| \| \| 3. \| Marco Benfatto \| Androni-Sidermec-Bottecchia \| + 14s \| \| \| 4. \| Riccardo Minali \| Astana \| + 16s \| \| \| 5. \| Diego Ulissi \| UAE Team Emirates \| + 19s \| \| \| 6. \| Vincenzo Albanese \| Bardiani CSF \| + 19s \| \| \| 7. \| Mirco Maestri \| Bardiani CSF \| + 19s \| \| \| 8. \| Francesco Gavazzi \| Androni-Sidermec-Bottecchia \| + 19s \| \| \| 9. \| Simone Consonni \| UAE Team Emirates \| + 20s \| \| \| 10. \| Manuel Belletti \| Wilier Triestina-Selle Italia \| + 20s \| \| |                   |                               |          |
| |                   |                               |          |
| Fonte: ProCyclingStats |                   |                               |          |
| Classificação geral |                   |                               |          |
| Ciclista | Ciclista          | Equipe                        | Tempo    |
| 1. | Sam Bennett       | Bora-Hansgrohe                | 9h59m12s |
| 2. | Edward Theuns     | Trek-Segafredo                | + 10s    |
| 3. | Marco Benfatto    | Androni-Sidermec-Bottecchia   | + 14s    |
| 4. | Riccardo Minali   | Astana                        | + 16s    |
| 5. | Diego Ulissi      | UAE Team Emirates             | + 19s    |
| 6. | Vincenzo Albanese | Bardiani CSF                  | + 19s    |
| 7. | Mirco Maestri     | Bardiani CSF                  | + 19s    |
| 8. | Francesco Gavazzi | Androni-Sidermec-Bottecchia   | + 19s    |
| 9. | Simone Consonni   | UAE Team Emirates             | + 20s    |
| 10. | Manuel Belletti   | Wilier Triestina-Selle Italia | + 20s    |

### 3. ª etapa
| \| Classificação por etapas \| Classificação por etapas \| Classificação por etapas \| Classificação por etapas \| Classificação por etapas \| \| Ciclista \| Ciclista \| Equipe \| Tempo \| \| \| ------------------------ \| ------------------------ \| ----------------------------- \| ------------------------ \| ------------------------ \| \| 1. \| Sam Bennett \| Bora-Hansgrohe \| 3h25m26s \| \| \| 2. \| Edward Theuns \| Trek-Segafredo \| + 0s \| \| \| 3. \| Simone Consonni \| UAE Team Emirates \| + 0s \| \| \| 4. \| Manuel Belletti \| Wilier Triestina-Selle Italia \| + 0s \| \| \| 5. \| Andrea Vendrame \| Androni-Sidermec-Bottecchia \| + 0s \| \| \| 6. \| Francesco Gavazzi \| Androni-Sidermec-Bottecchia \| + 0s \| \| \| 7. \| Vincenzo Albanese \| Bardiani CSF \| + 0s \| \| \| 8. \| Eduard Prades \| Caja Rural-Seguros RGA \| + 0s \| \| \| 9. \| Jonas Koch \| CCC Sprandi Polkowice \| + 0s \| \| \| 10. \| Ahmet Örken \| Turquia \| + 0s \| \| |                   |                               |          |
| |                   |                               |          |
| Fonte: ProCyclingStats |                   |                               |          |
| Classificação por etapas |                   |                               |          |
| Ciclista | Ciclista          | Equipe                        | Tempo    |
| 1. | Sam Bennett       | Bora-Hansgrohe                | 3h25m26s |
| 2. | Edward Theuns     | Trek-Segafredo                | + 0s     |
| 3. | Simone Consonni   | UAE Team Emirates             | + 0s     |
| 4. | Manuel Belletti   | Wilier Triestina-Selle Italia | + 0s     |
| 5. | Andrea Vendrame   | Androni-Sidermec-Bottecchia   | + 0s     |
| 6. | Francesco Gavazzi | Androni-Sidermec-Bottecchia   | + 0s     |
| 7. | Vincenzo Albanese | Bardiani CSF                  | + 0s     |
| 8. | Eduard Prades     | Caja Rural-Seguros RGA        | + 0s     |
| 9. | Jonas Koch        | CCC Sprandi Polkowice         | + 0s     |
| 10. | Ahmet Örken       | Turquia                       | + 0s     |

| \| Classificação geral \| Classificação geral \| Classificação geral \| Classificação geral \| Classificação geral \| \| Ciclista \| Ciclista \| Equipe \| Tempo \| \| \| ------------------- \| ------------------- \| ----------------------------- \| ------------------- \| ------------------- \| \| 1. \| Sam Bennett \| Bora-Hansgrohe \| 13h24m28s \| \| \| 2. \| Edward Theuns \| Trek-Segafredo \| + 14s \| \| \| 3. \| Simone Consonni \| UAE Team Emirates \| + 26s \| \| \| 4. \| Vincenzo Albanese \| Bardiani CSF \| + 29s \| \| \| 5. \| Diego Ulissi \| UAE Team Emirates \| + 29s \| \| \| 6. \| Francesco Gavazzi \| Androni-Sidermec-Bottecchia \| + 29s \| \| \| 7. \| Mirco Maestri \| Bardiani CSF \| + 29s \| \| \| 8. \| Manuel Belletti \| Wilier Triestina-Selle Italia \| + 30s \| \| \| 9. \| Ahmet Örken \| Turquia \| + 30s \| \| \| 10. \| Enrico Barbin \| Bardiani CSF \| + 32s \| \| |                   |                               |           |
| |                   |                               |           |
| Fonte: ProCyclingStats |                   |                               |           |
| Classificação geral |                   |                               |           |
| Ciclista | Ciclista          | Equipe                        | Tempo     |
| 1. | Sam Bennett       | Bora-Hansgrohe                | 13h24m28s |
| 2. | Edward Theuns     | Trek-Segafredo                | + 14s     |
| 3. | Simone Consonni   | UAE Team Emirates             | + 26s     |
| 4. | Vincenzo Albanese | Bardiani CSF                  | + 29s     |
| 5. | Diego Ulissi      | UAE Team Emirates             | + 29s     |
| 6. | Francesco Gavazzi | Androni-Sidermec-Bottecchia   | + 29s     |
| 7. | Mirco Maestri     | Bardiani CSF                  | + 29s     |
| 8. | Manuel Belletti   | Wilier Triestina-Selle Italia | + 30s     |
| 9. | Ahmet Örken       | Turquia                       | + 30s     |
| 10. | Enrico Barbin     | Bardiani CSF                  | + 32s     |

### 4. ª etapa
| \| Classificação por etapas \| Classificação por etapas \| Classificação por etapas \| Classificação por etapas \| Classificação por etapas \| \| Ciclista \| Ciclista \| Equipe \| Tempo \| \| \| ------------------------ \| ------------------------ \| ----------------------------- \| ------------------------ \| ------------------------ \| \| 1. \| Diego Ulissi \| UAE Team Emirates \| 5h36m03s \| \| \| 2. \| Jesper Hansen \| Astana \| + 5s \| \| \| 3. \| Daniel Felipe Martínez \| Wilier Triestina-Selle Italia \| + 9s \| \| \| 4. \| Fausto Masnada \| Androni-Sidermec-Bottecchia \| + 11s \| \| \| 5. \| Yonder Godoy \| Wilier Triestina-Selle Italia \| + 17s \| \| \| 6. \| Ildar Arslanov \| Gazprom-RusVelo \| + 17s \| \| \| 7. \| Francesco Gavazzi \| Androni-Sidermec-Bottecchia \| + 32s \| \| \| 8. \| Gregor Mühlberger \| Bora-Hansgrohe \| + 32s \| \| \| 9. \| Przemysław Niemiec \| UAE Team Emirates \| + 34s \| \| \| 10. \| Andrey Zeits \| Astana \| + 37s \| \| |                        |                               |          |
| |                        |                               |          |
| Fonte: ProCyclingStats |                        |                               |          |
| Classificação por etapas |                        |                               |          |
| Ciclista | Ciclista               | Equipe                        | Tempo    |
| 1. | Diego Ulissi           | UAE Team Emirates             | 5h36m03s |
| 2. | Jesper Hansen          | Astana                        | + 5s     |
| 3. | Daniel Felipe Martínez | Wilier Triestina-Selle Italia | + 9s     |
| 4. | Fausto Masnada         | Androni-Sidermec-Bottecchia   | + 11s    |
| 5. | Yonder Godoy           | Wilier Triestina-Selle Italia | + 17s    |
| 6. | Ildar Arslanov         | Gazprom-RusVelo               | + 17s    |
| 7. | Francesco Gavazzi      | Androni-Sidermec-Bottecchia   | + 32s    |
| 8. | Gregor Mühlberger      | Bora-Hansgrohe                | + 32s    |
| 9. | Przemysław Niemiec     | UAE Team Emirates             | + 34s    |
| 10. | Andrey Zeits           | Astana                        | + 37s    |

| \| Classificação geral \| Classificação geral \| Classificação geral \| Classificação geral \| Classificação geral \| \| Ciclista \| Ciclista \| Equipe \| Tempo \| \| \| ------------------- \| ---------------------- \| ----------------------------- \| ------------------- \| ------------------- \| \| 1. \| Diego Ulissi \| UAE Team Emirates \| 19h00m50s \| \| \| 2. \| Jesper Hansen \| Astana \| + 12s \| \| \| 3. \| Fausto Masnada \| Androni-Sidermec-Bottecchia \| + 24s \| \| \| 4. \| Daniel Felipe Martínez \| Wilier Triestina-Selle Italia \| + 29s \| \| \| 5. \| Yonder Godoy \| Wilier Triestina-Selle Italia \| + 30s \| \| \| 6. \| Ildar Arslanov \| Gazprom-RusVelo \| + 30s \| \| \| 7. \| Francesco Gavazzi \| Androni-Sidermec-Bottecchia \| + 42s \| \| \| 8. \| Gregor Mühlberger \| Bora-Hansgrohe \| + 45s \| \| \| 9. \| Przemysław Niemiec \| UAE Team Emirates \| + 47s \| \| \| 10. \| Andrey Zeits \| Astana \| + 50s \| \| |                        |                               |           |
| |                        |                               |           |
| Fonte: ProCyclingStats |                        |                               |           |
| Classificação geral |                        |                               |           |
| Ciclista | Ciclista               | Equipe                        | Tempo     |
| 1. | Diego Ulissi           | UAE Team Emirates             | 19h00m50s |
| 2. | Jesper Hansen          | Astana                        | + 12s     |
| 3. | Fausto Masnada         | Androni-Sidermec-Bottecchia   | + 24s     |
| 4. | Daniel Felipe Martínez | Wilier Triestina-Selle Italia | + 29s     |
| 5. | Yonder Godoy           | Wilier Triestina-Selle Italia | + 30s     |
| 6. | Ildar Arslanov         | Gazprom-RusVelo               | + 30s     |
| 7. | Francesco Gavazzi      | Androni-Sidermec-Bottecchia   | + 42s     |
| 8. | Gregor Mühlberger      | Bora-Hansgrohe                | + 45s     |
| 9. | Przemysław Niemiec     | UAE Team Emirates             | + 47s     |
| 10. | Andrey Zeits           | Astana                        | + 50s     |

### 5. ª etapa
| \| Classificação por etapas \| Classificação por etapas \| Classificação por etapas \| Classificação por etapas \| Classificação por etapas \| \| Ciclista \| Ciclista \| Equipe \| Tempo \| \| \| ------------------------ \| ------------------------ \| ---------------------------- \| ------------------------ \| ------------------------ \| \| 1. \| Sam Bennett \| Bora-Hansgrohe \| 4h06m51s \| \| \| 2. \| Ahmet Örken \| Turquia \| + 0s \| \| \| 3. \| Simone Consonni \| UAE Team Emirates \| + 0s \| \| \| 4. \| Edward Theuns \| Trek-Segafredo \| + 0s \| \| \| 5. \| Michał Paluta \| CCC Sprandi Polkowice \| + 0s \| \| \| 6. \| Riccardo Minali \| Astana \| + 0s \| \| \| 7. \| Boy van Poppel \| Trek-Segafredo \| + 0s \| \| \| 8. \| Davide Ballerini \| Androni-Sidermec-Bottecchia \| + 0s \| \| \| 9. \| Francesco Gavazzi \| Androni-Sidermec-Bottecchia \| + 0s \| \| \| 10. \| Grégory Habeaux \| WB-Veranclassic-Aqua Protect \| + 0s \| \| |                   |                              |          |
| |                   |                              |          |
| Fonte: ProCyclingStats |                   |                              |          |
| Classificação por etapas |                   |                              |          |
| Ciclista | Ciclista          | Equipe                       | Tempo    |
| 1. | Sam Bennett       | Bora-Hansgrohe               | 4h06m51s |
| 2. | Ahmet Örken       | Turquia                      | + 0s     |
| 3. | Simone Consonni   | UAE Team Emirates            | + 0s     |
| 4. | Edward Theuns     | Trek-Segafredo               | + 0s     |
| 5. | Michał Paluta     | CCC Sprandi Polkowice        | + 0s     |
| 6. | Riccardo Minali   | Astana                       | + 0s     |
| 7. | Boy van Poppel    | Trek-Segafredo               | + 0s     |
| 8. | Davide Ballerini  | Androni-Sidermec-Bottecchia  | + 0s     |
| 9. | Francesco Gavazzi | Androni-Sidermec-Bottecchia  | + 0s     |
| 10. | Grégory Habeaux   | WB-Veranclassic-Aqua Protect | + 0s     |

| \| Classificação geral \| Classificação geral \| Classificação geral \| Classificação geral \| Classificação geral \| \| Ciclista \| Ciclista \| Equipe \| Tempo \| \| \| ------------------- \| ---------------------- \| ----------------------------- \| ------------------- \| ------------------- \| \| 1. \| Diego Ulissi \| UAE Team Emirates \| 23h07m41s \| \| \| 2. \| Jesper Hansen \| Astana \| + 12s \| \| \| 3. \| Fausto Masnada \| Androni-Sidermec-Bottecchia \| + 24s \| \| \| 4. \| Daniel Felipe Martínez \| Wilier Triestina-Selle Italia \| + 29s \| \| \| 5. \| Yonder Godoy \| Wilier Triestina-Selle Italia \| + 30s \| \| \| 6. \| Ildar Arslanov \| Gazprom-RusVelo \| + 30s \| \| \| 7. \| Francesco Gavazzi \| Androni-Sidermec-Bottecchia \| + 42s \| \| \| 8. \| Przemysław Niemiec \| UAE Team Emirates \| + 47s \| \| \| 9. \| Andrey Zeits \| Astana \| + 50s \| \| \| 10. \| Jarlinson Pantano \| Trek-Segafredo \| + 1m03s \| \| |                        |                               |           |
| |                        |                               |           |
| Fonte: ProCyclingStats |                        |                               |           |
| Classificação geral |                        |                               |           |
| Ciclista | Ciclista               | Equipe                        | Tempo     |
| 1. | Diego Ulissi           | UAE Team Emirates             | 23h07m41s |
| 2. | Jesper Hansen          | Astana                        | + 12s     |
| 3. | Fausto Masnada         | Androni-Sidermec-Bottecchia   | + 24s     |
| 4. | Daniel Felipe Martínez | Wilier Triestina-Selle Italia | + 29s     |
| 5. | Yonder Godoy           | Wilier Triestina-Selle Italia | + 30s     |
| 6. | Ildar Arslanov         | Gazprom-RusVelo               | + 30s     |
| 7. | Francesco Gavazzi      | Androni-Sidermec-Bottecchia   | + 42s     |
| 8. | Przemysław Niemiec     | UAE Team Emirates             | + 47s     |
| 9. | Andrey Zeits           | Astana                        | + 50s     |
| 10. | Jarlinson Pantano      | Trek-Segafredo                | + 1m03s   |

### 6. ª etapa
| \| Classificação por etapas \| Classificação por etapas \| Classificação por etapas \| Classificação por etapas \| Classificação por etapas \| \| Ciclista \| Ciclista \| Equipe \| Tempo \| \| \| ------------------------ \| ------------------------ \| ----------------------------- \| ------------------------ \| ------------------------ \| \| 1. \| Edward Theuns \| Trek-Segafredo \| 3h24m32s \| \| \| 2. \| Matteo Pelucchi \| Bora-Hansgrohe \| + 0s \| \| \| 3. \| Francesco Gavazzi \| Androni-Sidermec-Bottecchia \| + 0s \| \| \| 4. \| Jarlinson Pantano \| Trek-Segafredo \| + 0s \| \| \| 5. \| Davide Ballerini \| Androni-Sidermec-Bottecchia \| + 0s \| \| \| 6. \| Diego Ulissi \| UAE Team Emirates \| + 0s \| \| \| 7. \| Riccardo Minali \| Astana \| + 0s \| \| \| 8. \| Vincenzo Albanese \| Bardiani CSF \| + 0s \| \| \| 9. \| Manuel Belletti \| Wilier Triestina-Selle Italia \| + 0s \| \| \| 10. \| Simone Consonni \| UAE Team Emirates \| + 0s \| \| |                   |                               |          |
| |                   |                               |          |
| Fonte: ProCyclingStats |                   |                               |          |
| Classificação por etapas |                   |                               |          |
| Ciclista | Ciclista          | Equipe                        | Tempo    |
| 1. | Edward Theuns     | Trek-Segafredo                | 3h24m32s |
| 2. | Matteo Pelucchi   | Bora-Hansgrohe                | + 0s     |
| 3. | Francesco Gavazzi | Androni-Sidermec-Bottecchia   | + 0s     |
| 4. | Jarlinson Pantano | Trek-Segafredo                | + 0s     |
| 5. | Davide Ballerini  | Androni-Sidermec-Bottecchia   | + 0s     |
| 6. | Diego Ulissi      | UAE Team Emirates             | + 0s     |
| 7. | Riccardo Minali   | Astana                        | + 0s     |
| 8. | Vincenzo Albanese | Bardiani CSF                  | + 0s     |
| 9. | Manuel Belletti   | Wilier Triestina-Selle Italia | + 0s     |
| 10. | Simone Consonni   | UAE Team Emirates             | + 0s     |

## Classificações finals

### Classificação geral final
| \| Classificação geral \| Classificação geral \| Classificação geral \| Classificação geral \| Classificação geral \| \| Ciclista \| Ciclista \| Equipe \| Tempo \| \| \| ------------------- \| ---------------------- \| ----------------------------- \| ------------------- \| ------------------- \| \| 1. \| Diego Ulissi \| UAE Team Emirates \| 26h32m13s \| \| \| 2. \| Jesper Hansen \| Astana \| + 12s \| \| \| 3. \| Fausto Masnada \| Androni-Sidermec-Bottecchia \| + 24s \| \| \| 4. \| Daniel Felipe Martínez \| Wilier Triestina-Selle Italia \| + 29s \| \| \| 5. \| Ildar Arslanov \| Gazprom-RusVelo \| + 30s \| \| \| 6. \| Yonder Godoy \| Wilier Triestina-Selle Italia \| + 30s \| \| \| 7. \| Francesco Gavazzi \| Androni-Sidermec-Bottecchia \| + 38s \| \| \| 8. \| Przemysław Niemiec \| UAE Team Emirates \| + 47s \| \| \| 9. \| Andrey Zeits \| Astana \| + 50s \| \| \| 10. \| Jarlinson Pantano \| Trek-Segafredo \| + 1m03s \| \| |                        |                               |           |
| |                        |                               |           |
| Fonte: ProCyclingStats |                        |                               |           |
| Classificação geral |                        |                               |           |
| Ciclista | Ciclista               | Equipe                        | Tempo     |
| 1. | Diego Ulissi           | UAE Team Emirates             | 26h32m13s |
| 2. | Jesper Hansen          | Astana                        | + 12s     |
| 3. | Fausto Masnada         | Androni-Sidermec-Bottecchia   | + 24s     |
| 4. | Daniel Felipe Martínez | Wilier Triestina-Selle Italia | + 29s     |
| 5. | Ildar Arslanov         | Gazprom-RusVelo               | + 30s     |
| 6. | Yonder Godoy           | Wilier Triestina-Selle Italia | + 30s     |
| 7. | Francesco Gavazzi      | Androni-Sidermec-Bottecchia   | + 38s     |
| 8. | Przemysław Niemiec     | UAE Team Emirates             | + 47s     |
| 9. | Andrey Zeits           | Astana                        | + 50s     |
| 10. | Jarlinson Pantano      | Trek-Segafredo                | + 1m03s   |

## Evolução das classificações
| Etapa                 | Vencedor              | Classificação geral | Classificação por pontos | Classificação da montanha | Classificação do melhor jovem | Classificação por equipas     |
| --------------------- | --------------------- | ------------------- | ------------------------ | ------------------------- | ----------------------------- | ----------------------------- |
| 1                     | Sam Bennett           | Sam Bennett         | Sam Bennett              | Enrico Barbin             | Marco Benfatto                | Androni-Sidermerc-Bottecchia  |
| 2                     | Sam Bennett           | Sam Bennett         | Sam Bennett              | Mirco Maestri             | Riccardo Minali               | Androni-Sidermerc-Bottecchia  |
| 3                     | Sam Bennett           | Sam Bennett         | Sam Bennett              | Mirco Maestri             | Vincenzo Albanese             | Androni-Sidermerc-Bottecchia  |
| 4                     | Diego Ulissi          | Diego Ulissi        | Sam Bennett              | Danilo Celano             | Daniel Martínez               | Wilier Triestina-Selle Italia |
| 5                     | Sam Bennett           | Diego Ulissi        | Sam Bennett              | Mirco Maestri             | Daniel Martínez               | Wilier Triestina-Selle Italia |
| 6                     | Edward Theuns         | Diego Ulissi        | Edward Theuns            | Mirco Maestri             | Daniel Martínez               | Wilier Triestina-Selle Italia |
| Classificações finals | Classificações finals | Diego Ulissi        | Edward Theuns            | Mirco Maestri             | Daniel Martínez               | Wilier Triestina-Selle Italia |

## Lista dos participantes
- Lista dos participantes

Predefinição:LaP/Legenda/Carreira de etapas
| Torku Şekerspor TRK   | Torku Şekerspor TRK         | Torku Şekerspor TRK |
| --------------------- | --------------------------- | ------------------- |
| Num                   | Corredor                    | Pos                 |
| 1                     | Ahmet Örken (TUR) (Clm)     |                     |
| 2                     | Nazim Bakırcı (TUR)         |                     |
| 3                     | Ahmet Akdilek (TUR)         |                     |
| 4                     | Onur Balkan (TUR) (Estrada) |                     |
| 5                     | Serkan Balkan (TUR)         |                     |
| 6                     | Feritcan Şamlı (TUR)        |                     |
| 7                     | Batuhan Özgür (TUR)         |                     |
| 8                     | Muhammet Atalay (TUR)       |                     |
| Director desportivo : |                             |                     |

| Astana Pro Team AST   | Astana Pro Team AST            | Astana Pro Team AST |
| --------------------- | ------------------------------ | ------------------- |
| Num                   | Corredor                       | Pos                 |
| 11                    | Andrey Zeits (KAZ)             |                     |
| 12                    | Dmitriy Gruzdev (KAZ)          |                     |
| 13                    | Jesper Hansen (DEN)            |                     |
| 14                    | Serguei Chernetski (RUS)       | AB-2                |
| 15                    | Riccardo Minali (ITA)          |                     |
| 16                    | Ruslan Tleubayev (KAZ)         |                     |
| 17                    | Zhandos Bizhigitov (KAZ) (Clm) |                     |
| 18                    | Nikita Stalnov (KAZ)           |                     |
| Director desportivo : |                                |                     |

| Bora-Hansgrohe BOH    | Bora-Hansgrohe BOH                | Bora-Hansgrohe BOH |
| --------------------- | --------------------------------- | ------------------ |
| Num                   | Corredor                          | Pos                |
| 21                    | Shane Archbold (NZL)              |                    |
| 22                    | Sam Bennett (IRL)                 |                    |
| 23                    | Silvio Herklotz (GER)             |                    |
| 24                    | Leopold König (CZE)               |                    |
| 25                    | Gregor Mühlberger (AUT) (Estrada) | NP-5               |
| 26                    | Matteo Pelucchi (ITA)             |                    |
| 27                    | Aleksejs Saramotins (LAT) (Clm)   |                    |
| 28                    | Michael Schwarzmann (GER)         |                    |
| Director desportivo : |                                   |                    |

| Trek-Segafredo TFS    | Trek-Segafredo TFS            | Trek-Segafredo TFS |
| --------------------- | ----------------------------- | ------------------ |
| Num                   | Corredor                      | Pos                |
| 31                    | Eugenio Alafaci (ITA)         |                    |
| 32                    | Fumiyuki Beppu (JPN)          |                    |
| 33                    | Marco Coledan (ITA)           |                    |
| 34                    | Jarlinson Pantano (COL) (Clm) |                    |
| 35                    | Kiel Reijnen (USA)            |                    |
| 36                    | Edward Theuns (BEL)           |                    |
| 37                    | Gregory Daniel (USA)          |                    |
| 38                    | Boy van Poppel (NED)          |                    |
| Director desportivo : |                               |                    |

| UAE Emirates UAD      | UAE Emirates UAD           | UAE Emirates UAD |
| --------------------- | -------------------------- | ---------------- |
| Num                   | Corredor                   | Pos              |
| 41                    | Darwin Atapuma (COL)       |                  |
| 42                    | Simone Consonni (ITA)      |                  |
| 43                    | Przemysław Niemiec (POL)   |                  |
| 44                    | Marko Kump (SLO)           |                  |
| 45                    | Vegard Stake Laengen (NOR) |                  |
| 46                    | Edward Ravasi (ITA)        |                  |
| 47                    | Diego Ulissi (ITA)         |                  |
| 48                    | Federico Zurlo (ITA)       |                  |
| Director desportivo : |                            |                  |

| Caja Rural-Seguros RGA CJR | Caja Rural-Seguros RGA CJR  | Caja Rural-Seguros RGA CJR |
| -------------------------- | --------------------------- | -------------------------- |
| Num                        | Corredor                    | Pos                        |
| 51                         | Danilo Celano (ITA)         |                            |
| 52                         | Rafael Reis (POR)           |                            |
| 53                         | Eduard Prades (ESP)         |                            |
| 54                         | Antonio Molina (ESP)        |                            |
| 55                         | Chris Butler (USA)          |                            |
| 56                         | Héctor Sáez (ESP)           | AB-1                       |
| 57                         | David Arroyo (ESP)          |                            |
| 58                         | Diego Rubio Hernández (ESP) |                            |
| Director desportivo :      |                             |                            |

| CCC Sprandi Polkowice CCC | CCC Sprandi Polkowice CCC | CCC Sprandi Polkowice CCC |
| ------------------------- | ------------------------- | ------------------------- |
| Num                       | Corredor                  | Pos                       |
| 61                        | František Sisr (CZE)      |                           |
| 62                        | Jonas Koch (GER)          |                           |
| 63                        | Piotr Brożyna (POL)       |                           |
| 64                        | Leszek Plucińesqui (POL)  |                           |
| 65                        | Kamil Meułecki (POL)      |                           |
| 66                        | Michał Paluta (POL)       |                           |
| 67                        | Mateusz Taciak (POL)      |                           |
| 68                        | Patryk Stosz (POL)        |                           |
| Director desportivo :     |                           |                           |

| Gazprom-RusVelo       | Gazprom-RusVelo                  | Gazprom-RusVelo |
| --------------------- | -------------------------------- | --------------- |
| Num                   | Corredor                         | Pos             |
| 71                    | Nikolay Trusov (RUS)             |                 |
| 72                    | Alexander Porsev (RUS) (Estrada) | NP-2            |
| 73                    | Ildar Arslanov (RUS)             |                 |
| 74                    | Sergéi Firsánov (RUS)            |                 |
| 75                    | Sergueï Lagoutine (RUS)          |                 |
| 76                    | Ivan Rovny (RUS)                 |                 |
| 77                    | Igor Boev (RUS)                  |                 |
| 78                    | Pavel Brutt (RUS)                |                 |
| Director desportivo : |                                  |                 |

| Wilier Triestina-Selle Italia WIL | Wilier Triestina-Selle Italia WIL | Wilier Triestina-Selle Italia WIL |
| --------------------------------- | --------------------------------- | --------------------------------- |
| Num                               | Corredor                          | Pos                               |
| 81                                | Manuel Belletti (ITA)             |                                   |
| 82                                | Daniel Martínez (COL)             |                                   |
| 83                                | Miguel Flórez (COL)               |                                   |
| 84                                | Yonder Godoy (VÊEM)               |                                   |
| 85                                | Ilia Koshevoy (BLR)               |                                   |
| 86                                | Liam Bertazzo (ITA)               |                                   |
| 87                                | Alex Turrin (ITA)                 |                                   |
| 88                                | Alberto Cecchin (ITA)             |                                   |
| Director desportivo :             |                                   |                                   |

| Soul Brasil SOU       | Soul Brasil SOU                  | Soul Brasil SOU |
| --------------------- | -------------------------------- | --------------- |
| Num                   | Corredor                         | Pos             |
| 91                    | Murilo Affonso (BRA)             |                 |
| 92                    | Flávio Cardoso (BRA)             |                 |
| 93                    | Pedro Nicácio (BRA)              |                 |
| 94                    | Jordi Simón (ESP)                |                 |
| 95                    | Raphael Pires (BRA)              | AB-5            |
| 96                    | Victor Ranghetti (BRA)           | AB-5            |
| 97                    | Roberto Pinheiro (BRA) (Estrada) |                 |
| 98                    | Lincoln Silva (BRA)              |                 |
| Director desportivo : |                                  |                 |

| WB-Veranclassic-Aqua Protect WVA | WB-Veranclassic-Aqua Protect WVA | WB-Veranclassic-Aqua Protect WVA |
| -------------------------------- | -------------------------------- | -------------------------------- |
| Num                              | Corredor                         | Pos                              |
| 101                              | Justin Jules (FRA)               | AB-1                             |
| 102                              | Jimmy Duquennoy (BEL)            |                                  |
| 103                              | Grégory Habeaux (BEL)            |                                  |
| 104                              | Thomas Deruette (BEL)            |                                  |
| 105                              | Christophe Masson (FRA)          |                                  |
| 106                              | Julien Stassen (BEL)             |                                  |
| 107                              | Lukas Spengler (SUI)             |                                  |
| 108                              | Ludovic Robeet (BEL)             |                                  |
| Director desportivo :            |                                  |                                  |

| Bardiani CSF BRD      | Bardiani CSF BRD         | Bardiani CSF BRD |
| --------------------- | ------------------------ | ---------------- |
| Num                   | Corredor                 | Pos              |
| 111                   | Vincenzo Albanese (ITA)  |                  |
| 112                   | Enrico Barbin (ITA)      |                  |
| 113                   | Mirco Maestri (ITA)      |                  |
| 114                   | Marco Maronese (ITA)     |                  |
| 115                   | Paolo Simion (ITA)       |                  |
| 116                   | Simone Sterbini (ITA)    |                  |
| 117                   | Alessandro Tonelli (ITA) |                  |
| 118                   | Edoardo Zardini (ITA)    |                  |
| Director desportivo : |                          |                  |

| Androni-Sidermerc-Bottecchia | Androni-Sidermerc-Bottecchia | Androni-Sidermerc-Bottecchia |
| ---------------------------- | ---------------------------- | ---------------------------- |
| Num                          | Corredor                     | Pos                          |
| 121                          | Davide Ballerini (ITA)       |                              |
| 122                          | Marco Benfatto (ITA)         |                              |
| 123                          | Marco Frapporti (ITA)        | NP-3                         |
| 124                          | Mattia Frapporti (ITA)       |                              |
| 125                          | Francesco Gavazzi (ITA)      |                              |
| 126                          | Matteo Spreafico (ITA)       |                              |
| 127                          | Fausto Masnada (ITA)         |                              |
| 128                          | Andrea Vendrame (ITA)        |                              |
| Director desportivo :        |                              |                              |